# 肯尼亚土地与自由军
肯尼亚土地与自由军也被称作茅茅，是茅茅起義期間肯尼亞一支反抗英国殖民统治的軍隊。肯尼亚土地与自由军住要由基庫尤人组成，德丹·基马蒂曾长期担任其领袖。1957年，基马蒂在被英军俘虏后被处决肯尼亚土地与自由军也基本被消滅。